# Kunio Yanagita
Kunio Yanagita ( 柳田 國男 ?,  Yanagita Kunio ; 31 luglio 1875 – 8 agosto 1962) è stato uno scrittore giapponese.

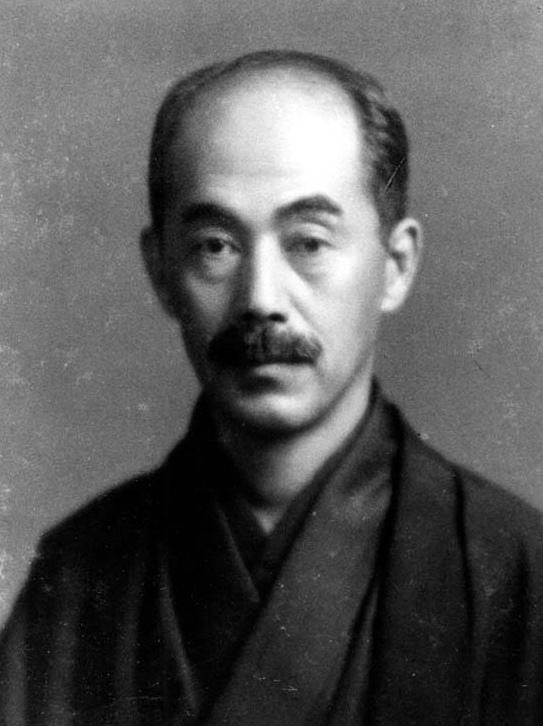

Viene considerato il padre degli studi sul folclore giapponese, o minzokugaku (民俗学?).

## Biografia
Nato come Kunio Matsuoka (松岡 國男?, Matsuoka Kunio) il 31 luglio del 1875 a Tsujikawa, nella prefettura di Hyōgo, in una povera ma colta famiglia, fu il quinto di otto fratelli. Il padre, uno studioso di Kangaku (漢学?), incoraggiò i suoi figli a leggere e comporre poesie. Kunio sviluppò l'amore per la lettura dopo il diploma di scuola media, quando visse per un periodo insieme ai Miki, una potente famiglia a capo del villaggio, ed ebbe la possibilità di accedere alla sua vasta biblioteca contenente più di 40.000 libri.
Nel 1887 si trasferì a Fukawa, nella prefettura di Ibaraki, dal fratello maggiore Kanae, dove entrò in contatto sia con la vecchia letteratura che con quella nuova, frequentando diverse biblioteche del paese.
Nel 1890 decise di raggiungere l'altro fratello maggiore a Tokyo. Spinto dal desiderio di migliorare il tenore di vita degli agricoltori giapponesi, conseguito il diploma continuò gli studi nel campo dell'amministrazione agraria presso l'Università Imperiale di Tokyo. Anche quando cambiò il suo piano di studi in etnologia, le sue motivazioni rimasero le stesse.
Dopo essersi laureato, lavorò presso il Ministero dell'Agricoltura e Commercio. Nel corso dei suoi impegni burocratici, Yanagita ebbe l'opportunità di viaggiare all'interno del Giappone, e durante questi suoi viaggi, iniziò ad osservare e registrare tutti i dettagli delle tradizioni dei villaggi locali. Sotto l'influenza di amici letterari, come ad esempio lo scrittore Shimazaki Tōson, Yanagita pubblicò diversi lavori basati su tradizioni locali trasmesse oralmente.
Nel 1901 Kunio divenne il mukoyōshi (婿養子?, un adulto adottato da una famiglia giapponese da cui prende il cognome per poter mantenere la continuazione della casata) della famiglia Yanagita, e nel 1904 sposò la loro quarta figlia. Quella dei Yanagita era una famiglia molto importante, perciò l'acquisizione di questo cognome permise allo scrittore di essere accettato in circoli politici influenti.
Nel 1910 pubblicò Tōno Monogatari (遠野物語?, Racconti di Tōno), dove riporta leggende locali, descrizioni dei paesaggi e osservazioni geografiche sulla città di Tōno.

## Minzokugaku
Il termine minzokugaku (民俗学) è composto da tre ideogrammi cinesi: "Min" (民), che significa "persone" o "gente", "zoku" (俗), ovvero "tradizioni" o "costumi", ed infine "gaku" (学), "studio".
Yanagita sembra essere stato influenzato dai folcloristi inglesi del tardo ventesimo secolo, in particolare da George Laurence Gomme, il quale riteneva che i periodi storici e preistorici potessero essere ricostruiti partendo da credenze e costumi antichi. Non è quindi un caso che oggetto costante degli studi del folclorista giapponese fossero i riti e le cerimonie primitive.
Gli studi di Yanagita, che vanno dal 1900 al 1935, possono essere suddivisi in quattro periodi principali. Nel primo periodo (1900-1910), nel quale avvia una promettente carriera come burocrate specializzato in politica agraria, la sua visione politico-economica fu largamente progressista e riformista. Propose diverse riforme per rendere più partecipi i piccoli agricoltori nella scena politica, ma, con sua grande sorpresa, essi rifiutarono le sue idee. Yanagita, come tanti altri intellettuali progressisti, attribuì in parte questa reazione all'ignoranza della gente rurale.
Nel secondo periodo (1910-1919) la sua delusione nei confronti dell'apparato burocratico lo allontanò dalla politica per avvicinarlo allo studio dei racconti popolari e delle tradizioni rurali, specialmente quelle legate alle credenze religiose. La sua attenzione si spostò dalla condizione della popolazione rurale, a quella di coloro che viveano ai margini della società agraria, come gli yamabito (山人 uomini della montagna), i cacciatori, le prostitute, i preti e le sacerdotesse erranti.
Nel terzo periodo (1919-1923), dopo essersi ritirato definitivamente dalla politica, Yanagita intraprese una serie di viaggi nel nord-est, ad Okinawa e in Europa. Cominciò a considerare il mondo dominato da una serie di relazioni gerarchiche, in cui all'apice vedeva i centri urbani, e all'ultimo livello della gerarchia la popolazione rurale, sottomessa dai primi grazie all'applicazione di nuove conoscenze e tecnologie.
Il quarto periodo iniziò nel 1923 quando Yanagita, dopo la notizia del Grande terremoto del Kantō, tornò in Giappone. In questa fase si occupò nuovamente degli abitanti delle comunità agrarie e sviluppò il concetto di jōmin (常民 ), ovvero la "gente comune".

## La "gente comune"
Alla fine degli anni venti, Yanagita iniziò ad usare il termine jōmin (常民) riferendosi a tutti gli individui emarginati dalla società. È uno dei concetti astratti che usa nei suoi scritti ed è percepito come un elemento chiave del suo pensiero. Il termine è composto da due ideogrammi cinesi: jō (常), che significa sia "permanenza" che "diffusione", e min (民), ovvero "persone" o "gente".
Ciò che rende difficile la comprensione di questo concetto è l'utilizzo di due significati diversi, che da una parte si riferiscono alla classe rurale economicamente sfruttata, dall'altra possono essere associati al concetto tedesco di Volk, ossia ad una nazione etnicamente e culturalmente omogenea, priva di classi. Yanagita spiega che il suo intento era quello di incorporare nel termine i due concetti inglesi di "common" e "folk", ovvero "comune" e "gente", in modo da attribuire un'identità collettiva e un nome rispettabile ad una classe di persone economicamente sfruttate, culturalmente denigrate e politicamente mal rappresentate.

## Opere principali
- 1910, Tōno Monogatari (遠野物語?, Racconti di Tōno)

- 1927, Kagyūkō (蝸牛考?, Riflessioni sulle lumache)
- 1933, Momotarō no Tanjō (桃太郎の誕生?, La nascita di Momotarō)
- 1961, Kaijō no Michi (海上の道?, Sentieri sull'oceano)[3]